# 大沢基貫
大沢 基貫（おおさわ もとつら）は、江戸時代前期から中期にかけての高家旗本。公家の持明院基禎の子。通称は内膳。官位は従五位下・侍従、遠江守。

## 略歴
祖父の権大納言持明院基定は高家旗本大沢基宿の次男であったが、大沢家のルーツにあたる持明院家の持明院基久親子が大坂の陣で討死してしまい、後継者を失った持明院家を再興するために養子入りした。
兄の持明院基輔が持明院家を継ぎ、別の兄の基顕は石野家を興した。
元禄12年（1699年）閏9月15日江戸に下向し、5代将軍・徳川綱吉に御目見した。綱吉はこれを取り立て、基貫は寄合に列し蔵米300俵を賜った。同年11月9日、小姓に準じるとされた。元禄13年（1700年）1月28日、従五位下・侍従・遠江守に叙任し、あらためて武蔵国足立郡内に采地600石を与えられた。後に武蔵多摩郡に移された。宝永6年（1709年）2月21日、高家職に就いた。
正徳3年（1713年）4月21日、死去。享年36。正妻・実子なし。大沢家は弟の基清が養子となって相続した。他に養女1人あり。